# الكسندر غارفيلد غيليسبي
الكسندر غارفيلد غيليسبي (بالإنجليزية: Alexander Garfield Gillespie)‏ هو لاعب كرة قدم أمريكية أمريكي، ولد في 27 أبريل 1885 في بلدة أرجنتين في الولايات المتحدة، وتوفي في 17 يناير 1956 في واشنطن العاصمة في الولايات المتحدة.